# Філіпп IV Великий
Філіп IV (ісп. Felipe IV; 8 квітня 1605 — 17 вересня 1665) — король Іспанії (1621—1665) та Португалії (1621—1640). Представник династії Габсбургів. Син Філіпа III. Прізвисько — Вели́кий (ісп. el Grande). Також — Феліпе IV (на іспанський лад), Філі́пе III (порт. Filipe III; як португальський король).

## Біографія
Син Філіпа III Благочестивого та Маргарити Габсбург. У 1608 отримав титул принца Астурійського. Після смерті у 1621 свого батька стає королем. При сходжені на трон визначив головні завдання: активна зовнішня політика, боротьба з корупцією. Відразу були відсторонені від посад родичі та посіпаки герцогів Лерми, Осуни, Уседи.
На початку його правління (з 1622) провідну роль у політичному житті (до 1643) відігравав valido (фаворит) Гаспар де Гусман, граф-герцог Оліварес, що отримав посаду державного радника та першого міністра. При підтримці короля він у 1624 розпочав політику ліквідації особливих прав й привілеїв окремих областей королівства.
Король та Оліварес намагалися поліпшити якість адміністративного апарату, реформувавши різні державні органи. Було утворено Верховну та Виконавчу ради замість 13 Державних рад.
Водночас король намагався досягти зовнішніх успіхів. У 1621 перервав перемир'я з Республікою Об'єднаних Провінцій. Було розпочато економічну блокаду Голландії. Суходолом спрямовано війська на чолі зі Спінолою та фон Феріа. У 1622 у порівнянні з 1621 роком державний бюджет збільшено удвічі — до 8 млн дукатів. У середині 1620-х років податки зросли у 2 рази, а кредитна заборгованість у п'ятеро. Відбувалося зростання грошової маси шляхом карбування незабезпечених сріблом валлонів (мідних монет).
До 1627 іспанські війська зуміли досягти низки успіхів. Втім у війні за Мантуанську спадщину іспанці зазнали поразки. Послаблені фінанси змусили короля у 1631 укласти Нераскський мир з Францією (інфляція збільшилася, у 1627 оголошено про банкрутство, у 1628 валлони девальвувалися на 50 %). Короля спіткали невдачі також у війні з Голландією — було втрачені землі у Бразилії. З 1630 податки на свої посади стали сплачувати державні службовці. У 1630—1631 роках пройшли голодні бунти з центром у Країні Басків, причиною яких було впровадження податку на сіль.
Неаполь та Сицилія з 1630 до 1650 щорічно надавали короні 4 млн дукатів. До 1632 валлони девальвувалися на 300 %, що негативно вплинуло на торгівлю. Проте у 1634 активні дії Філіпа сприяли підготовці нової іспанської армії, яка в союзі з імперською армією завдала поразки шведам у битві при Нердлінгені (на той час тривала Тридцятилітня війна). Втім за ці успіхи довелося заплатити погіршенням фінансового стану. У 1635 король вимушений був продати усю особисту власність на Сицилії. Новий етап успіхів тривав до 1637. Тоді ж розпочалася війна з Францією — було втрачено Фуентаррабію, фортецю у Піренеях. Але вже у 1638 іспанці повернули її.
У 1640 розпочалося повстання в Каталонії. Того ж року повстала Португалія. Це було викликано політикою центрального уряду з обмеження старовинних привілеїв областей (провінцій) королівства. У 1642 на допомогу каталонцям рушили французька армія, яка завдала поразки іспанцям при Леріді. У 1643 король відправив у відставку герцога Олівареса після поразки при Рокруа в Нідерландах. Новим першим міністром став Луїс де Аро, який відновив Державні ради.
У 1644 відвойовано Леріду. У 1647 оголошено друге банкрутство. З 1647 до 1652 вирували численні бунти. У 1647 у Неаполі відбулося повстання на чолі із Мазаньєло. У 1648 відбулося повстання в Андалузії, у 1649 — у Гранаді, у 1652 — у Кордові та Севільї. У 1647—1648 Філіп намагався перехопити військову ініціативу, проте не досяг певного успіху. У 1647—1649 роках лютували епідемії чуми у Валенсії, Андалузії, Каталонії, Севільї, Неаполі. Зрештою за Вестфальським миром (1648 рік) Філіп IV остаточно визнав незалежність Північних Нідерландів.
Король продовжував війну з Францією. У 1652 зумів відвоювати Каталонію та Дюнкерк, а у 1654 — Рокруа. У 1655 досягнуто перемоги у Моденській війні, а згодом завдано поразки французам при Валансьєні. У 1656 у Мадриді розпочалися перемовини про укладання миру з Францією. Проте внаслідок незгоди Філіпа IV видати свою доньку за Людовика XIV, а також вимоги іспанців відновити статус принца Конде, перемовини перервалися. Того ж року розпочалася війна з Англією (нею керував Олівер Кромвель). Було втрачено острів Ямайку. У 1656 за наказом короля розпочався наступ на Португалію. У 1658 Франція захопила Дюнкерк. У 1659 укладено Піренейський мир. Згідно з ним до Франції відходив Руссільон, Артуа.
У 1663 та 1665 король організував два походи на підкорення Португалії, але марно. Результатом численних війн стало значне зменшення населення. Лише Кастилія втратила 4 % (200 тисяч людей), сільське господарство, торгівля та ремесла перебували у занепаді.

## Родина
1 Дружина — Ізабелла (1602—1644), донька короля Франції Генріха IV.
Діти:
- Марія Маргарита (1621)
- Маргарита Марія Катерина (1623)
- Марія Євгенія (1625—1627)
- Дочка (1626)
- Ізабелла Марія Терезія (1627)
- Бальтазар Карл (1629—1646)
- Франциск Фердинанд (1634)
- Марія Анна Антонія (1636)
- Марія Терезія Іспанська (1638—1683) — дружина Людовика XIV Короля-Сонце
- Дочка (1640)
- Син (1644)

2 Дружина — Маріанна Габсбург (1635—1696), донька Фердинанда III, імператора Священної Римської імперії.
Діти:
- Маргарита Терезія (1651—1673), дружина Леопольда I, імператора Священної Римської імперії.
- Марія Амброзія (1655)
- Феліпе Просперо (1657—1661)
- Фердинанд Томас Карл (1658—1659)
- Карл (1661—1700), король Іспанії
- Дочка[5] (1662)

Коханка — Марія Кальдерон
Діти:
- Хуан Хосе Австрійський (1629—1679)